# Alkärret

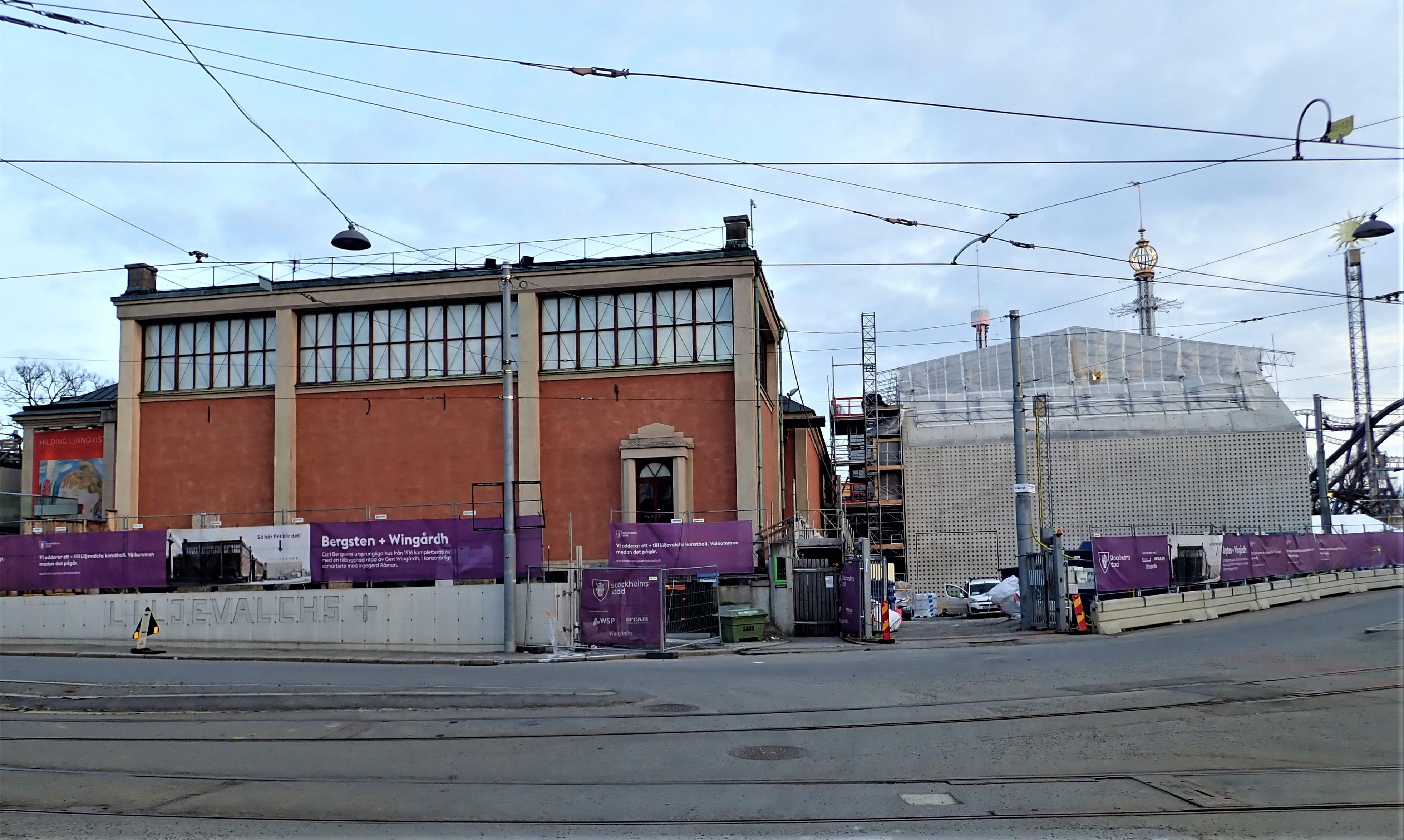
Liljevalchs konsthall vid Alkärret, med sin tillbyggnad under konstruktion till höger, i mars 2021. Tillbyggnaden är ritad av Gert Wingårdh.

Alkärret är ett område och numera gatuadress på Djurgården i Stockholm.
Gatan går från Djurgårdsvägen västerut mot Falkenbergsgatan. Området var länge en sumpig vik som sedan dränerades och fylldes ut. 1916 uppfördes Liljevalchs konsthall vid Alkärret. Här ligger också Alkärrshallen, en vagnhall för spårvagnar.